# Макс Герсон
Макс Герсон е американски лекар от немски произход, създател на едноименната алтернативна терапия на ракови заболявания, основаваща се на промени в начина на хранене. Първоначално д-р Герсон използва своя метод за лечение на туберкулоза и мигрена, впоследствие и при други дегенеративни (остри или хронични) заболявания, дълго време смятани за нелечими.
Герсон описва подхода си в книгата „Ракова терапия: Резултатите от 50 случая“ (на английски: A Cancer Therapy: Results of Fifty Cases), издадена през 1958 г. и впоследствие многократно преиздавана поради високия интерес. На български език книгата излиза през 2016 от издателство КИБЕА.

## Биография
Роден е на 18 октомври 1881 година във Вонгровец, Германия (днес в Полша). През 1909 г. се дипломира в Университета „Алберт Лудвиг“ във Фрайбург. Започва да практикува медицина на 28 години в Бреслау (днес Вроцлав, Полша), по-късно специализира вътрешни болести и нервни заболявания в Билефелд. До 1927 г. специализира лечение на туберкулоза, като разработва специфичен хранителен режим за това заболяване. Създадената от него диета води до съществено подобряване при лечението на туберкулоза. Д-р Герсон прилага този хранителен режим и като част от лечението на мигрена и други видове главоболие. През 1928 г. започва да го използва при болни от рак.
Д-р Герсон напуска Германия през 1933 г. и емигрира първо във Виена, където около две години работи в санаториума „West End“, а през 1935 заминава за Франция и сътрудничи за кратко на клиника в близост до Париж. През 1936 г. се премества в Лондон. Същата година емигрира в САЩ и се установява в Ню Йорк. Легализира лекарската си диплома, като се явява пред медицинска изпитна комисия. През 1942 г. става американски гражданин. Системното прилагане на Терапията „Герсон“ – диетолечение при пациенти с рак, датира именно от този период. Според д-р Герсон неговата методика води до обрат и значително подобряване на състоянието при онкологични пациенти, но това гледище се оспорва от редица противници на неговата терапия, считащи доказателствата за неубедителни. От своя страна привържениците на Терапията „Герсон“ вярват в съществуването на конспирация, ръководена от класическата западна медицина, която възпрепятства събирането на доказателства за нейната ефективност и всячески пречи на нейното популяризиране.
През 1958 г. Герсон публикува книгата си „Ракова терапия: Резултатите от 50 клинични случая“. През 1953 е прекъсната неговата т.нар. „застраховка в случай на лекарска небрежност“, а през 1958 е отнет лекарският му лиценз в Ню Йорк за срок от две години.
Умира на 8 март 1959 година в Ню Йорк от пневмония на 77-годишна възраст.

## Терапия „Герсон“
От радиопредаване по Ей Би Си от 3 юли 1946 г. става ясно, че тежката мигрена, от която страда д-р Герсон, го подтиква да разработи своя лечебен хранителен режим. Впоследствие той започва да твърди, че използва успешно метода си и при лечението на различни видове животозастрашаващи заболявания в напреднал стадий: диабет, сърдечно-съдови заболявания, рак, артрит, кожни заболявания. През 1928 започва да прилага своя лечебен биологичен метод при болни от рак.
Терапията му се основава на вярването, че болестта се причинява от натрупването на токсини и че тя може да бъде излекувана, ако пациентите приемат предимно вегетарианска храна, в т.ч. екологично чисти прясноизстискани сокове на определени часове, както и различни хранителни добавки. Животинските протеини са изцяло изключени от диетата поради допускането, че туморите са резултат от дефицита на ензими, които произвежда задстомашната жлеза (панкреас). На болните се назначават също клизми с кафе, рициново масло и др.
Поради яростната съпротива срещу идеите и методите му той работи на практика сам за проучването на терапията и предполагаемото и лечение на видове рак, смятани за терминални, както и за други заболявания. След 30 години на клинични изпитвания той прави и последователно отстоява радикалните за тогавашните представи изводи:
- Начинът на хранене има значителен ефект при почти всички заболявания.
- Човешкото тяло може да се самоизлекува, стига да разполага с подходящите хранителни вещества.
- Всяко ефективно лечение на дегенеративно заболяване трябва да възприема човека като едно цяло.
- Хората със сериозни заболявания трябва да помогнат на организма си да се изчисти от токсините.

Близо 60 години след излизането на книгата „Ракова терапия: Резултатите от 50 клинични случая“, Терапията „Герсон“ има яростни противници, особено в средите на традиционната медицина. Подари факта, че не е подложена на независими опити и че не е доказана чрез рандомизирани контролирани клинични изпитвания, тя е обявена за незаконна в САЩ. Институтът Герсон насърчава терапията, като цитира препоръки на пациенти и други анекдотични доказателства. Герсон публикува книга, в която се обсъжда предполагаемия успех на терапията при 50 пациенти, но преглед от Националния раков институт на САЩ, не са намерени доказателства, че твърденията на Герсон са верни. Националният раков институт установява още, че не са провеждани изследвания in vivo върху животни. Поради това, казусит, публикувани от служители на института Герсон в алтернативната медицинска литература, страдат от методологични недостатъци и нито едно независимо клинично изпитване не е в състояние да възпроизведе твърденията им.
Опитите за независима проверка на резултатите от терапията са отрицателни. Група от 13 пациенти, пострадали от елементи на терапията на Герсон, са оценени в болници в Сан Диего в началото на 80-те години; за всички 13 е установено, че все още имат активен рак. Разследване на Quackwatch установява, че твърденията на института за излекуване се основават не на действителна документация за оцеляване, а на „комбинация от преценката на лекаря, че напускащият института пациент има разумен шанс да оцелее“, плюс "усещането, което служителите на института имат към статуса на хората, които се обаждат“.
В статия от 1994 г., Journal of Naturopathic Medicine се опитва да проследи 39 пациенти на Герсон в Тихуана. Интервютата на пациентите са използвани за потвърждаване на съществуването и стадия на рака; повечето пациенти не са знаели за стадия на тумора си и не са налични медицински записи. Повечето пациенти са загубени при проследяване; от пациентите, които са проследени успешно, 10 са починали и шестима са били живи при последното им проследяване. Прегледът на това проучване посочи неговите „очевидни недостатъци“, включително „по-голямата част от пациентите, загубени при проследяване, липсата на достъп до подробна медицинска документация и разчитането на пациентите за информация за етапа на заболяването“; самите автори считат резултатите за неясни.
Американското дружество за борба с рака съобщава, че „няма надеждни научни доказателства, че терапията на Герсон е ефективна при лечението на рака, а принципите зад него не са широко приети от медицинската общност. Тя не е одобрена за употреба в САЩ.“ През 1947 г. Националният раков институт преглежда 10 заявени лечения, подадени от Герсон; при преглеждането на заявките е установено, че всички пациенти са получавали стандартно противораково лечение едновременно с терапията на Герсон, което прави невъзможно да се определи какъв ефект, ако има такъв, се дължи на терапията на Герсон. При преглед на терапията на Герсон, Мемориалния център за рак на Слоан-Кеттеринг заключава: „Ако привържениците на такива терапии желаят те да бъдат оценени научно и да се считат за валидни терапевтични лечения, те трябва да предоставят обширни записи (повече от обикновени проценти на оцеляване) и да провеждат контролирани, перспективни проучвания като доказателство“. През 1959 г. Националният раков институт (NCI) отново преглежда случаите на пациенти, лекувани от Герсон. NCI установява, че наличната информация не доказва, че режимът има полза. Cancer Research UK заявява, че „Наличните научни доказателства не подкрепят твърденията, че терапията с Герсон може да лекува рака [...] Терапията с Герсон може да бъде много вредна за вашето здраве.“

## „Ракова терапия: Резултатите от 50 клинични случая"
Книгата е издадена след смъртта на д-р Герсон през 1959 г. от дъщеря му Шарлот Герсон. Това е най-пълният и подробен труд, разясняващ основните положения на Терапията „Герсон“. Авторът описва своите научни търсения и обосновава значението на виждането си болният организъм да се разглежда в неговата цялост, противно на широко разпространения подход лечението да се съсредоточава единствено върху заболелия орган. Той изтъква важността на правилно функциониращия черен дроб за цялостния здравословен метаболизъм на човека. Обяснява как действа терапията при хронични дегенеративни заболявания, като прочиства организма от натрупаните вредни вещества и отрови и по този начин активизира собствените му лечебни механизми.
Книгата включва подробно обяснение на теорията на д-р Макс Герсон, подкрепено с научни изследвания от неговото време, както и описания за практическото приложение на терапията. В потвърждение на изложените от автора тези са представени и петдесет документирани клинични случая на заболели от рак пациенти, проследени по време на престоя им в клиниката на д-р Герсон, а редица от тях и във времето след изписването им.
В допълнително приложение е представена и модифицирана версия на Терапията „Герсон“ за прилагане при незлокачествени заболявания или за превантивни цели.
Американската медицинска асоциация (American Health Association) и Американското онкологично общество (American Cancer Society) от своя страна категорично отхвърлят идеята, че начинът на хранене може да повлияе върху предотвратяването или лечението на рака. Нещо повече, те заклеймяват Терапията „Герсон“ като неефективна и опасна.

## Институт „Герсон“
След смъртта на Герсон дъщеря му – Шарлот (Лоти) Герсон, продължава да работи за популяризирането на неговите методи, като през 1977 г. основава Института „Герсон“. Тя изнася лекции, говори за методите на баща си пред няколкостотин организации от сферата на здравеопазването, в т.ч. големите противници на метода – „Обществото за контрол на рака“ (Cancer Control Society) и „Национална здравна федерация“ (National Health Federation) в САЩ; организира и участва в редица семинари, гостува на популярни телевизионни и радиопредавания, подпомага обучението на лекари и сестри, ръководи създаването на първата болница „Герсон“ и т.н. Не на последно място, на 79 години самата тя е живо доказателство за ефективността на програмата за превенция на здравето, част от Терапията „Герсон“: изглежда много по-млада, жизнена и енергична, със съхранен интелект и дух.
Институт „Герсон“ подкрепя Шарлот Герсон в академичната ѝ работа, част от която е разработването на протокола на Терапията за лечение на хронични заболявания. Традиционно изключително внимание се отделя на лечението на злокачествените болести.

## Външни източници
- Издателска къща КИБЕА